# Un roi à New York
Ne doit pas être confondu avec Un prince à New York ou The King of New York.
Pour plus de détails, voir Fiche technique et Distribution.
Un roi à New York (A King in New York) est un film sorti en 1957 et réalisé par Charlie Chaplin qui en est également le principal acteur (ce sera d'ailleurs son dernier « premier rôle »). Ce film qui présente une vision ironique de certains aspects politiques et sociaux aux États-Unis fut produit en Europe à la suite de l'exil de Chaplin en 1952 ; il ne sortit en Amérique qu'au début des années 70.

## Synopsis
Le film s'ouvre sur cette phrase : «One of the minor annoyances of modern life is a revolution » (« Parmi les petits inconvénients de la vie moderne, il y a les révolutions »).
Après une révolution dans son pays, l'Estrovie, le roi Igor Shahdov (Charlie Chaplin) fuit à New York, où il est accueilli par son fidèle ambassadeur Jaumier, et son premier ministre Voudel. Installé à l'hôtel Ritz avec Jaumier, il se trouve rapidement ruiné, car Voudel s'enfuit en Amérique du Sud avec les fonds du trésor. Son seul projet est d'entrer en contact avec l'Atomic Energy Commission, à qui il souhaite vendre des plans visant à créer grâce à l'énergie atomique un monde idéal (il est cependant contre l'usage de la bombe A).
La reine Irène, qui vit à Paris, le rejoint à New-York. Le couple s'entend bien mais leur mariage est avant tout un mariage d'état et Shadov propose à sa femme de divorcer pour mettre fin à cette situation malheureuse. La reine accepte le divorce et rentre à Paris.
Il rencontre Ann Key, qui le séduit pour le faire venir à un dîner mondain filmé retransmis à la télévision à son insu, où il révèle son expérience théâtrale et interprète le monologue d'Hamlet avec « folie et vigueur ». On lui propose par la suite de jouer dans des publicités télévisuelles, mais il refuse. Finalement, sans nouvelles de la commission atomique, il est poussé par ses problèmes d'argent à en faire quelques-unes.
Invité à visiter une école progressiste, il rencontre Rupert Macabee (Michael Chaplin), rédacteur du journal de l'école et jeune historien de dix ans, qui lui fait part de ses théories sur le passeport, les monopoles, la bombe A, comme empêchant l'homme de jouir de son droit naturel. Bien que Rupert dise ne croire en aucune forme de gouvernement, ses parents sont des instituteurs communistes.
Les parents de Rupert, sont arrêtés et le jeune garçon, errant dans les rues, rencontre Shadov devant son hôtel. Le roi l'invite à monter se réchauffer, Rupert se réfugie dans sa suite où il se fait passer pour son neveu. Alors que Shadov et Jaumier sortent lui acheter des vêtements, les membres de la commission atomique, qui répondent enfin aux tentatives de prise de contact, se rendent à l'hôtel où ils sont seuls avec l'enfant, qui les scandalise par un virulent discours communiste. Lorsque Shadov et Rupert se retrouvent seul, la télévision diffuse un reportage montrant l'audition des parents Macabee par la Commission des activité antiaméricaines, chargée de démasquer les communistes. Dénoncés par l'un de leurs camarades, ils risquent d'être condamnés à une peine de prison.
Rupert est ramené à son école par un officier fédéral. La télévision diffuse la nouvelle du lien entre le fils de militants communistes et le roi, et déforme la nouvelle en accusant le roi d'être à la solde des communistes et de faire partie d'un réseau d'espionnage atomique. Shahdov est convoqué à une audience maccarthyste. Il est lavé de tout soupçon, mais décide de quitter les Etats-Unis et pour s'installer en Europe. Il fait ses adieux à Ann Key, et reçoit un télégramme de la reine qui semble éprouver de l'amour pour lui et souhaite renoncer au divorce. Il a également promis à Rupert de venir le voir avant son départ. Il se rend à l’école, et apprend que Rupert a cédé à la pression et dénoncé les camarades de ses parents en échange de leur libération. L'enfant fond en larme devant Shadov, qui lui dit de se consoler et l'invite à lui rendre visite en Europe avec ses parents. Le film se termine sur Shadov et Jaumier dans l'avion du retour.

## Fiche technique
- Titre français : Un roi à New York
- Titre original : A King in New York
- Production : Attica-Archway
- Producteur : Charles Chaplin
- Réalisation : Charles Chaplin
- Scénario : Charles Chaplin
- Version française : Société parisienne de sonorisation, sous la direction de Emile Lopert
- Adaptation française : Pierre-François Caillé
- Supervision : Jean Dutourd
- Directeur de la photographie : Georges Périnal
- Cadreur : Jeff Seaholme
- Assistant réalisateur : René Dupont
- Producteur associé : Jerome Epstein
- Direction artistique : Allan Harris
- Montage : John Seabourne
- Assistant monteur : Tony Bohy
- Musique : Charles Chaplin
- Arrangements musicaux : Boris Sarbek
- Direction d'orchestre : Leighton Lucas
- Son : John Cox
- Ingénieurs du son : Bert Ross, Bob Jones
- Montage son : Spencer Reeve
- Début du tournage : 7 mai 1956
- Fin du tournage : 28 juillet 1956
- Durée : 107 minutes
- Dates de sortie :
  -  Royaume-Uni : 24 septembre 1957 (première mondiale au Leicester Square Theatre à Londres)
  -  France : 1er décembre 1957
  -  États-Unis : 21 décembre 1973
- Affiche : René Ferracci (France)

## Distribution
- Dawn Addams (VF : Nadine Alari) : Ann Kay
- Charles Chaplin (VF : Jacques Dumesnil) : le roi Shahdov

et dans l'ordre alphabétique
- Robert Arden : le liftier
- Maxine Audley (VF : Jacqueline Ferriere) : la reine, Irène
- Phil Brown : le directeur d'école
- Clifford Buckton : un membre de la commission atomique
- Robert Cawdron (en) : L'US Marshal
- Michael Chaplin (VF : Michael Chaplin) : Rupert Macaby
- Jerry Desmonde (VF : Marc Valbel) : le Premier ministre
- Alan Gifford (VF : Jacques Dynam) : le proviseur
- Harry Green : l'avocat Green
- Frazer Hines : un garçon
- Joan Ingram (VF : Mona Dol) : Mona Cromwell
- Sidney James (VF : Robert Dalban)  : Johnson
- Oliver Johnston (VF : Maurice Pierrat) : l'ambassadeur Jaumier
- Vincent Lawson : un membre de la commission atomique
- Lauri Lupino Lane : un comique
- MacDonald Parke (en) : Fred Cromwell
- John Mac Laren : Macaby senior
- Hugh McDermott : Bill Johnson
- Joy Nichols (en) : une chanteuse
- Nicholas Tannar : le majordome
- George Truzzi : un comique
- Shani Wallis : une chanteuse dans une boîte de nuit
- George Woodbridge : un membre de la Commission à l'Énergie Atomique

## Analyse

### Thèmes critiqués
À son arrivée, Shahdov est plein d'espoirs pour cette Amérique « jeune et dynamique », il tombe vite des nues dès ses premières sorties.

#### Le rock n'roll
Dès son arrivée à New York, le roi est perturbé par la manière de vivre américaine : il va au cinéma ou assiste à un concert de Rock 'n' roll déchaîné où de jeunes étudiantes se roulent par terre, surexcitées et, tandis que Shahdov en enjambe une pour gagner sa place, il se fait mordre sauvagement le mollet.
Ensuite, voulant déjeuner dans un restaurant qui semble au premier abord très calme, le délicat pianiste se voit remplacé par un groupe de rock, dont le batteur assomme littéralement Shahdov à coups de baguettes.

#### La publicité
Au-dessus de la baignoire de sa chambre d'hôtel, se trouve un écran de télévision diffusant des publicités, où une jeune femme au décolleté plongeant fait l'apologie d'une « excellente » bière.
Puis, on assiste à la soirée filmée pour la télévision et parsemée de ridicules publicités faites par Ann, pour déodorants et pour dentifrices.
L'émission passée, Shahdov devient très demandé par les publicitaires, il est demandé par « Bière royale », par « Fromage royal », mais refuse par fierté.
Il finit par faire une publicité pour du whisky, mais cette scène est ridicule, car Shahdov s'étouffe tant le whisky est mauvais. 
Finalement, Ann veut absolument le faire jouer dans une publicité pour hormone et dévoile un trucage publicitaire bien connu : elle veut prendre Shahdov en photo avant et après lifting, afin de faire croire que ce sont les hormones qui l'ont rendu plus jeune.

#### Le cinéma
Les trois bandes annonces de cinéma sont semblables à des affiches de propagande : « vous irez voir ce film ». Les trois films ainsi présentés sont L'assassin a une âme, Le Retour de la Terreur, et Homme ou Femme, ce dernier parodie d'ailleurs le film Louis ou Louise.
On remarque de nombreux portraits satiriques d'acteurs et de personnages médiatiques de l'époque, comme Sophie Tucker dans la scène du dîner.

#### La traque des communistes
Le maccarthysme est également vivement critiqué, d'ailleurs Chaplin fut un des premiers à le critiquer. Les jurés cherchent à tout prix à inculper les accusés pour « outrage au jury », ce en quoi Shahdov se venge involontairement en les arrosant avec une pompe à incendie. Le chantage subi par le jeune garçon, dans le but de lui soutirer des informations sur ses parents, achève de donner une image négative des maccarthystes.

### Rapprochements

#### De Charlie Chaplin avec le roi Shadov
On peut voir un lien direct entre l'histoire du personnage Shahdov et Chaplin lui-même, en effet, tout juste débarrassé des problèmes de censure posés par le Breen Office (branche de la Légion de la Décence) pour son film Monsieur Verdoux, il fut convoqué par la Commission des activités anti-américaines, alors la Ligue catholique essaya d'empêcher la projection du film et la presse se déchaîna. Il parvint cependant à finir Les Feux de la rampe (Limelight) avant de quitter l’Amérique en septembre 1952 sous la contrainte,. On peut également voir un rapprochement entre les parents du jeune garçon et les époux Rosenberg, qui furent condamnés à mort alors que leur culpabilité n'était pas prouvée.

#### Avec des films de Chaplin antérieurs
Il est intéressant de comparer Un roi à New York avec un film antérieur, Le Kid dont l'affiche est partagée avec un enfant, victime d’une société malade. Dans Le Kid, l’injustice de la société prend la forme d’une privation physique. Dans Un roi à New York, ce que l’enfant subit est bien pire : son honneur, sa conscience et son âme sont blessés.
Le rôle du jeune garçon était d’une importance capitale : à l'instar de Jackie Coogan dans Le Kid, il partageait pratiquement la vedette avec Chaplin. C’est au dernier moment que Chaplin choisit son fils aîné,  Michael, alors âgé de dix ans. Les parents de Michael envisagèrent de déguiser son identité sous le pseudonyme de John Bolton, mais l’enfant insista pour garder son propre nom de Michael Chaplin.

#### Truffaut
François Truffaut, dans son livre Les Films de ma vie, fait un rapprochement entre Un roi à New York et la Bible elle-même.

## Autour du film

### Le tournage
Au départ, le film devait être une comédie musicale, mais vite il sembla à Chaplin que la gravité du sujet abordé ne permettait pas un genre si léger. Mis à part cela, tandis qu'en Amérique il possédait son propre studio et ses propres employés avec lesquels il était habitué à travailler, il se retrouve seul et sans aide aucune en Europe. Ainsi, le tournage lui coûtant très cher, il réalisa le film en un temps qui lui semblait exceptionnel, douze semaines. L’action se déroule à New York, mais Chaplin fut obligé d’utiliser des extérieurs de Londres,. Il engagea un des grands opérateurs de l’histoire du cinéma, Georges Périnal, mais qui était très occupé et ne put accorder toute l'attention que le film méritait.

### Réception
Le film fut bien reçu en Europe, mais le retard de la sortie américaine handicapa sévèrement son impact commercial, d'autant plus qu'il était interdit aux journalistes américains d'avoir accès à la copie du film. De nos jours, les critiques sont toujours très divisés à propos de la qualité du film : tandis que certains le jugent négativement, d'autres le considèrent comme le chef-d'œuvre de Chaplin. Cependant de manière générale les critiques s'accordent à louer l'aspect délivré de toute contrainte du film, à l'exemple de  Kenneth Tynan voyant un mérite dans le fait que : « Personne n’a soumis le scénario à un de ces ‘polissages’ qui sont l’euphémisme utilisé dans l’industrie pour signifier qu’on a raboté les rugosités et limé les dents acérées… Un film libre et fruste sera toujours préférable à un film élégamment enchaîné. ».